# Gran Gremio

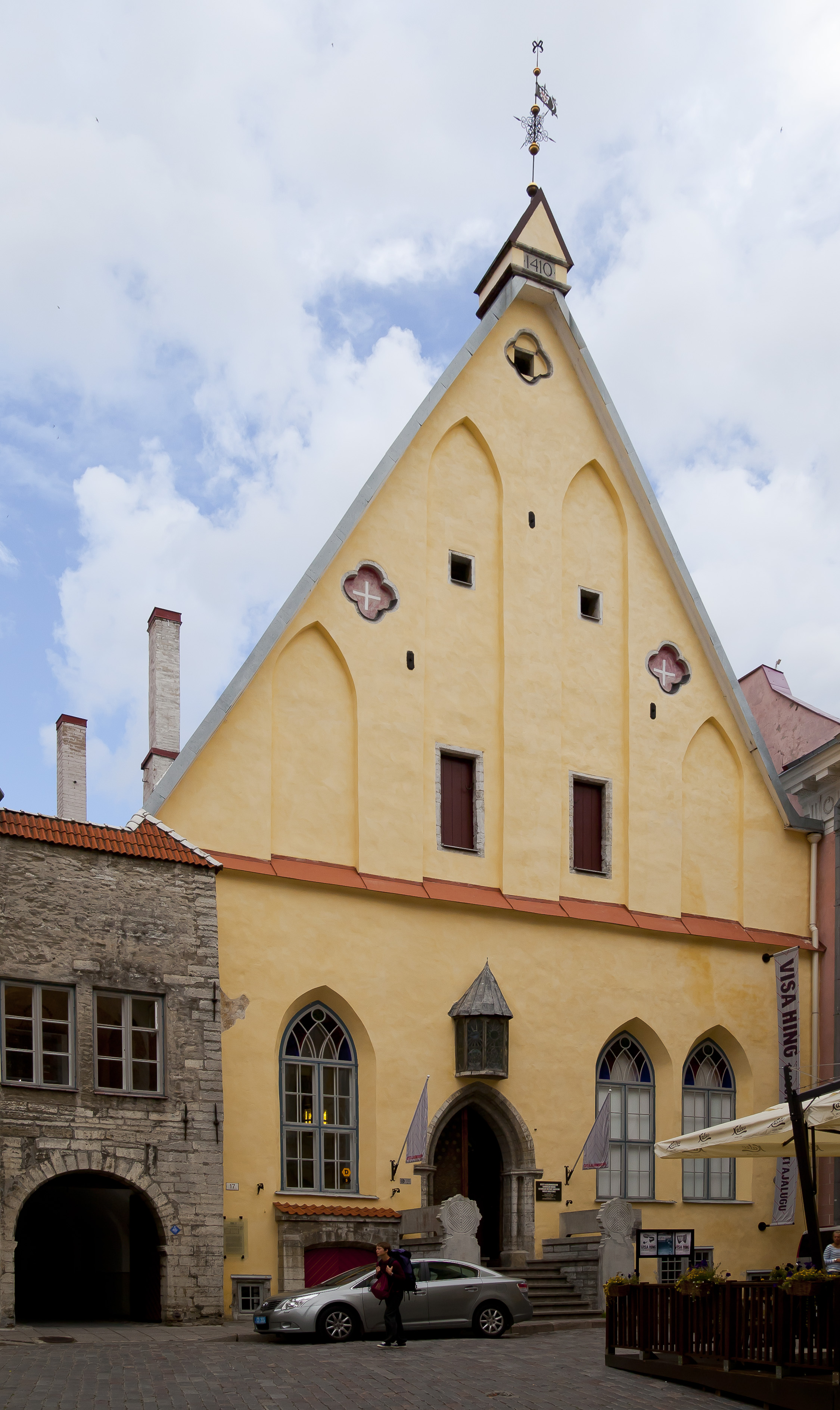
El Gran Gremio, Tallin

El Gran Gremio (en estonio: Suurgild, en alemán: Große Gilde   ) fue un gremio de comerciantes y artesanos que operó en Tallin desde al menos el siglo XIV hasta 1920. Tenía su sede en el Gran Salón del Gremio, un edificio gótico en el centro histórico de Tallin, que actualmente alberga el Museo de Historia de Estonia. En 2013, la Gran Sala del Gremio fue nombrada Patrimonio de la Humanidad Europea.
El edificio fue erigido entre los años 1407 y 1410, con los interiores concluido en 1417. La fachada está decorada con arcos ciegos y tiene un portal típico y prominente. En el interior, el salón principal conserva especialmente el ambiente medieval. Es un gran sala de 365 metros cuadrados (3928,8 ft²), sostenida por una serie de pilares con capiteles tallados con decoraciones.
El Gran Gremio es considerado un ejemplo típico de la arquitectura medieval de Tallin.